# 嘉麻市
嘉麻市（かまし）は、福岡県のほぼ中央に位置する市。筑豊地域（都市計画の圏域では筑豊都市圏）に属する。

## 地理

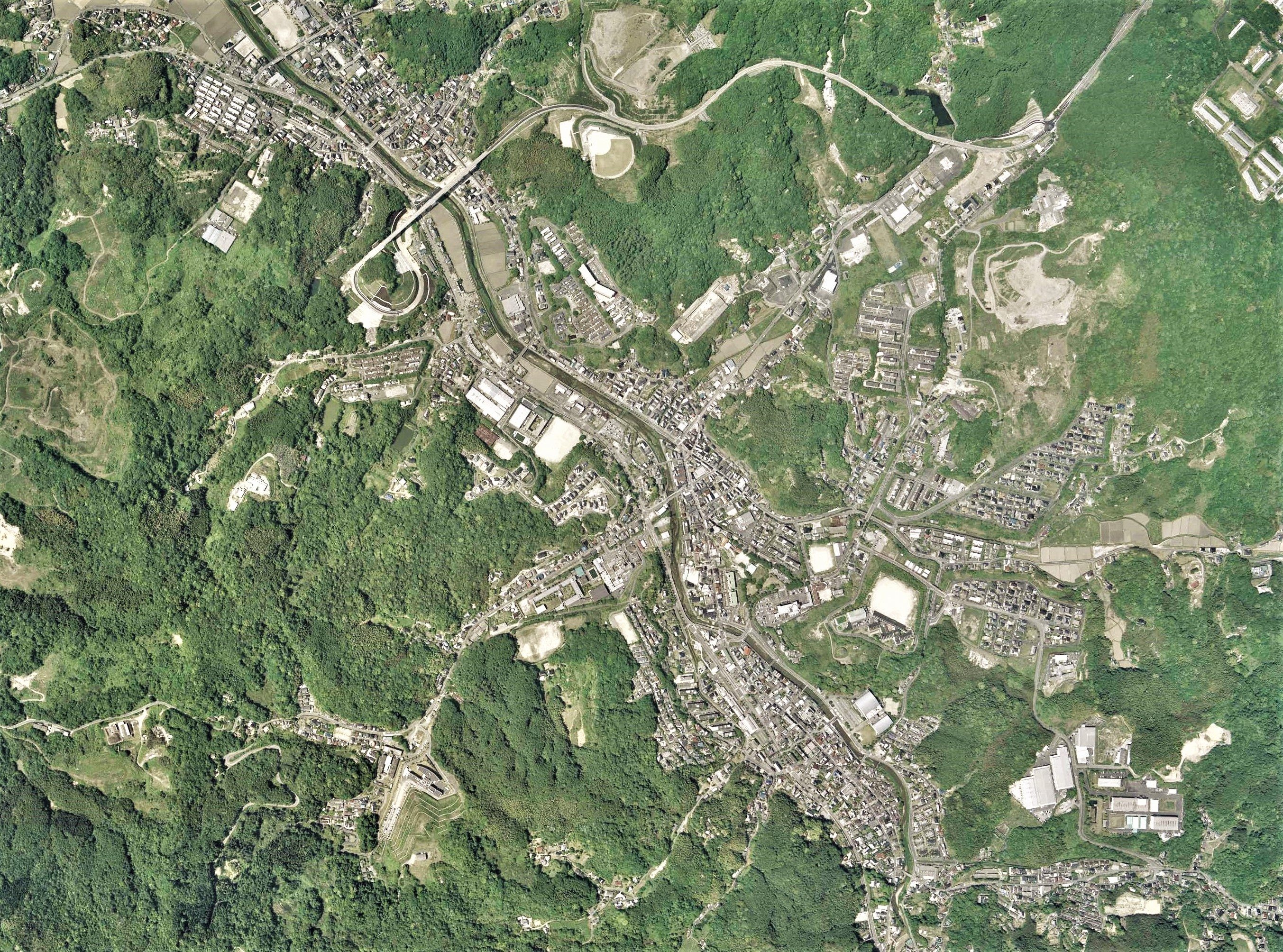
旧山田地区中心部周辺の空中写真。
2009年5月11日撮影。。

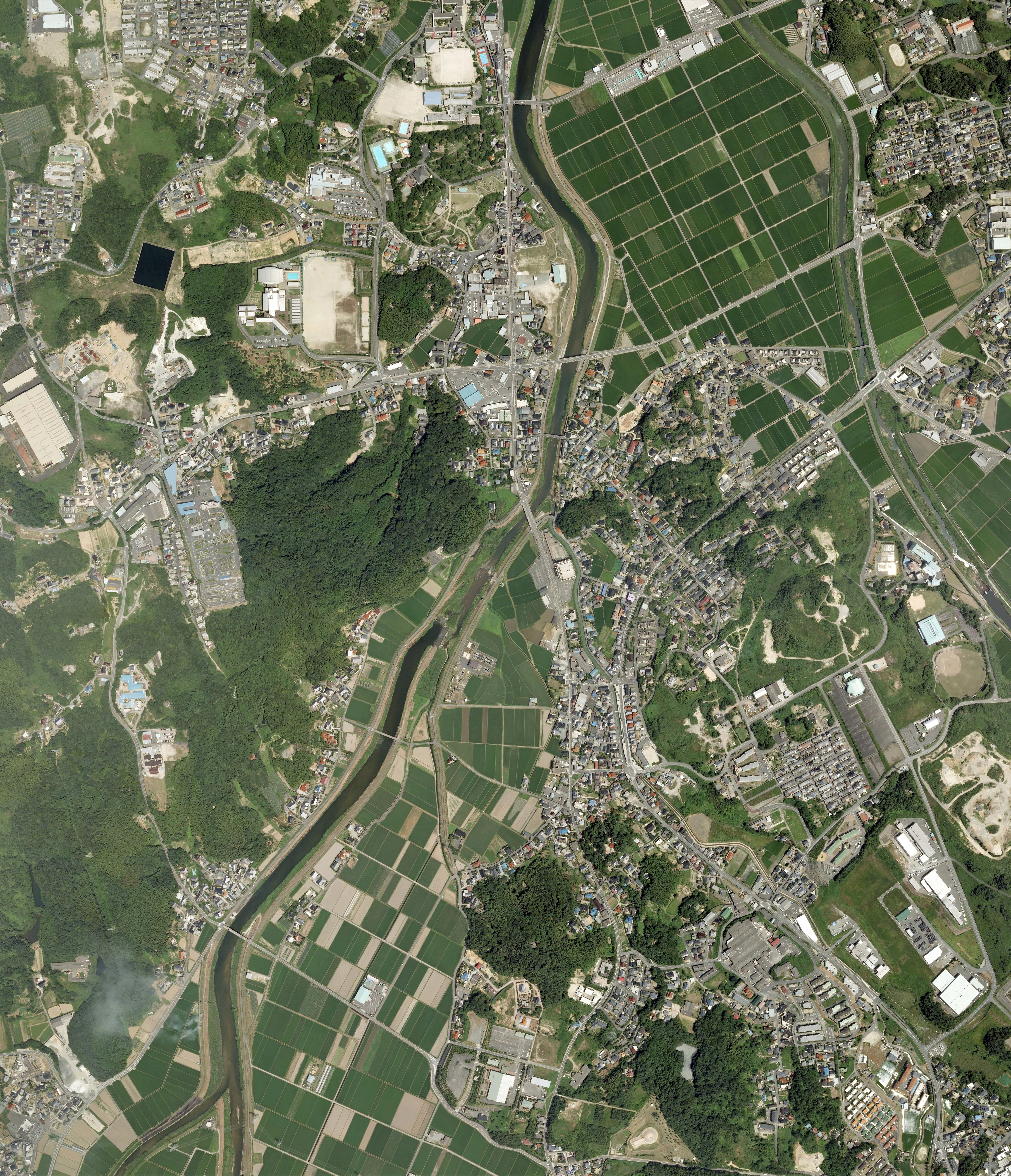
旧稲築地区中心部周辺の空中写真。
2007年7月31日撮影の3枚を合成作成。。

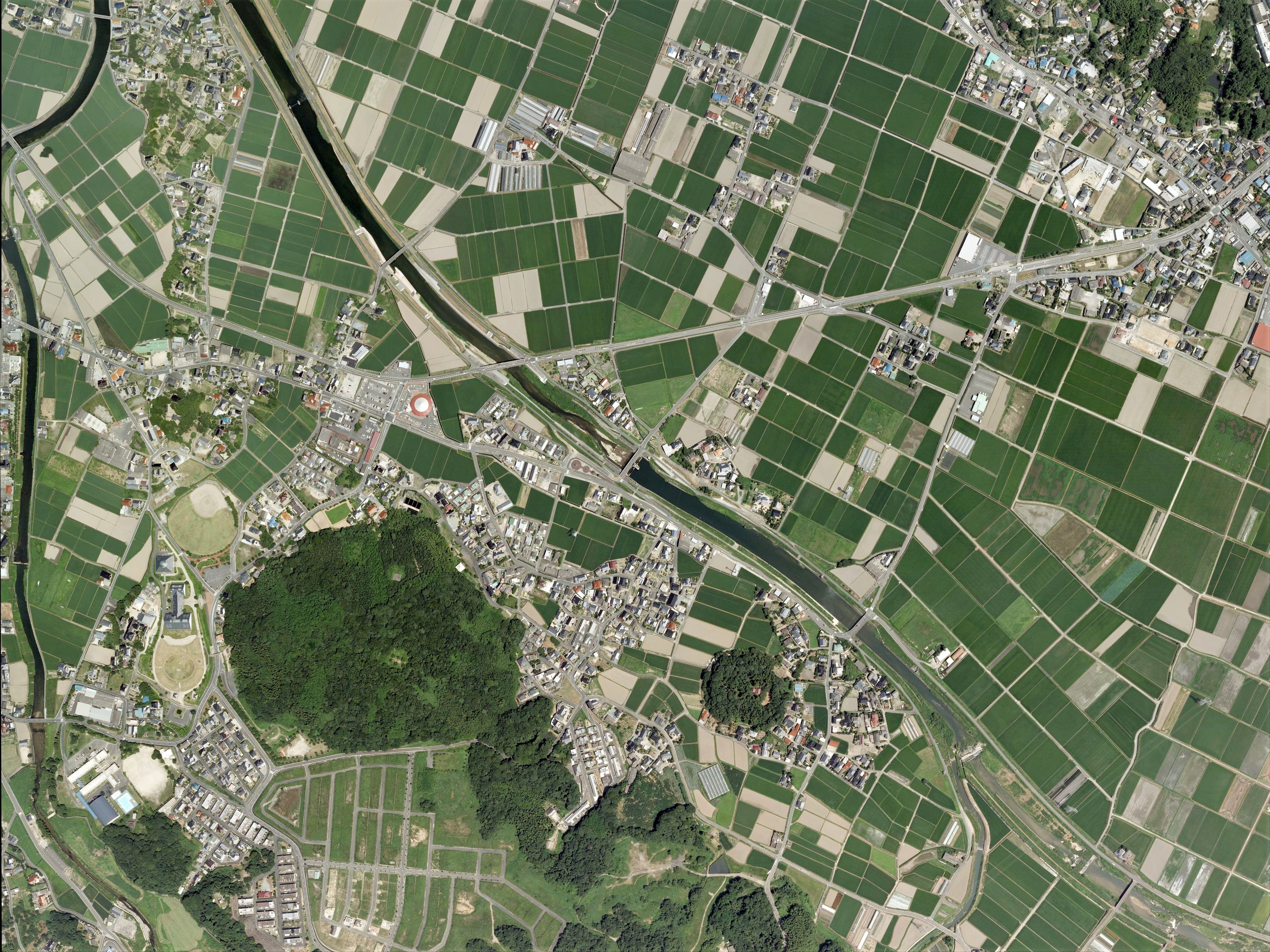
旧碓井地区中心部周辺の空中写真。
2007年7月31日撮影の2枚を合成作成。。

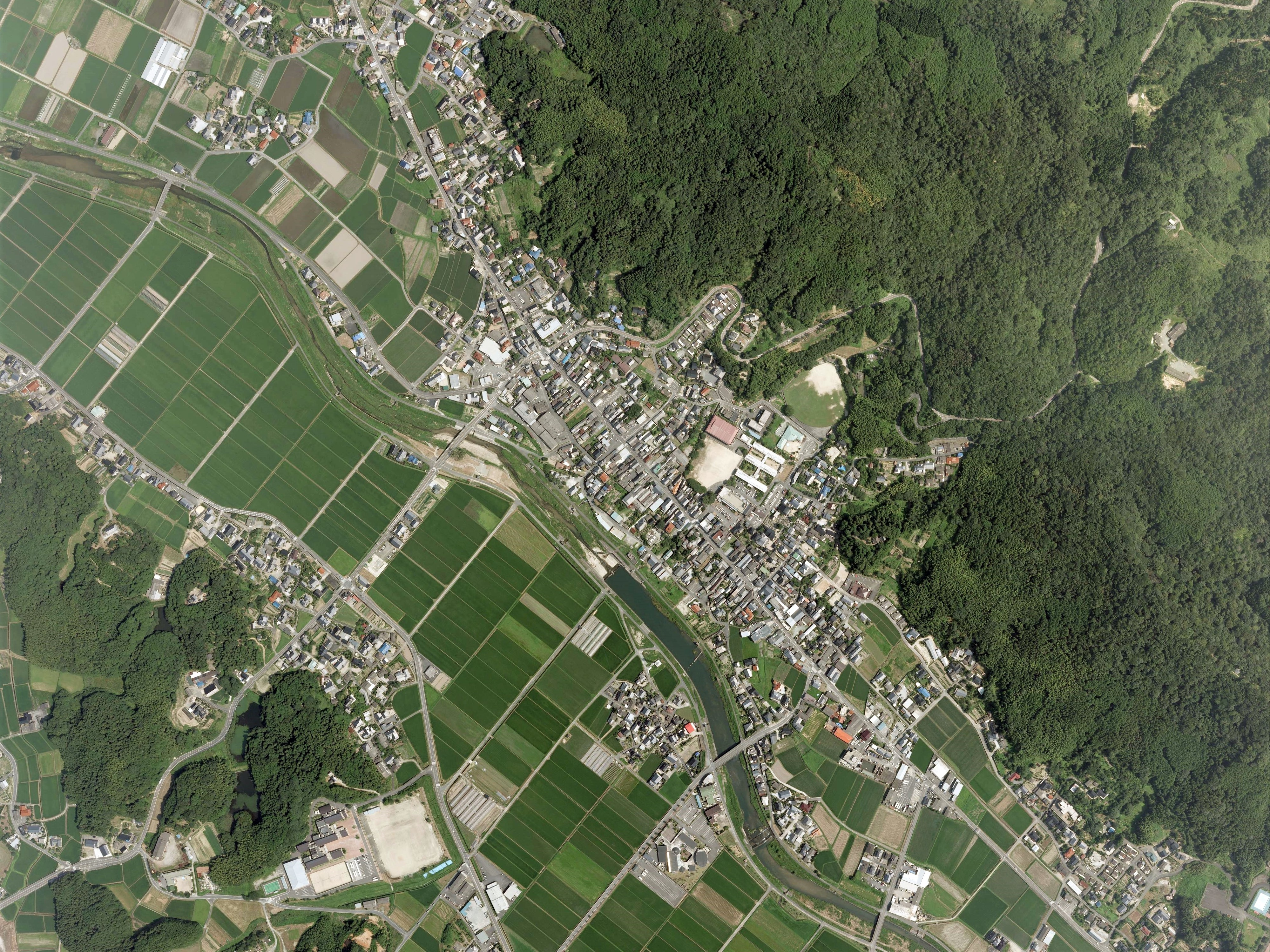
旧嘉穂地区中心部周辺の空中写真。
2007年7月27日撮影の2枚を合成作成。。

福岡県のほぼ中央部、飯塚市の南、朝倉市の北、田川市・郡の西に位置する。内陸気候のため寒暖差が激しい地域で、雪が降ると積雪することもある。かつて筑豊有数の炭鉱都市として栄えたが、現在はすべて閉山しており人口減少や急激な過疎化が進んでいる。市域中央部を遠賀川が流れ、市域南部は標高1000m以上の筑紫山地が連なる。
- 山:熊ヶ畑山・帝王山
- 峠:大隈峠・百々谷峠・熊ヶ畑峠・日吉峠・八丁峠・嘉麻峠・釜蓋峠
- 河川:遠賀川

### 隣接する市町村
- 飯塚市
- 田川市
- 朝倉市
- 嘉穂郡桂川町
- 田川郡川崎町
- 田川郡添田町
- 朝倉郡東峰村
- 朝倉郡筑前町

### 地名
旧山田市
- 上山田
- 熊ヶ畑
- 下山田
- 猪国（1955年、猪位金村より編入）

旧稲築町
- 稲築才田（嘉麻市合併時に才田より改称）
- 岩崎
- 漆生
- 鴨生
- 口春
- 平
- 山野

旧碓井町
- 飯田
- 上臼井
- 光代
- 下臼井
- 西郷
- 平山

旧嘉穂町
- 牛隈（旧大隈町）
- 大隈（旧大隈町）
- 大隈町（旧大隈町）
- 上西郷（旧大隈町）
- 貞月（旧大隈町）
- 中益（旧大隈町）
- 小野谷（旧宮野村）
- 上（旧宮野村）
- 九郎原（旧宮野村）
- 桑野（旧宮野村）
- 宮吉（旧宮野村）
- 芥田（旧千手村）
- 泉河内（旧千手村）
- 嘉穂才田（旧千手村。嘉麻市合併時に才田より改称）
- 千手（旧千手村）
- 大力（旧千手村）
- 東畑（旧千手村）
- 馬見（旧足白村）
- 椎木（旧足白村）
- 屏（旧足白村）

## 歴史

### 安土桃山時代
戦国後期までに、現市の全域は秋月氏が支配していた。豊臣秀吉が九州征伐で攻めてきた時は、農民たちが秀吉に協力し、一夜で城を造った事で有名である（この後、秀吉は感謝の印として、農民たちに陣羽織を送った。現在は市内の大隈地域（旧嘉穂町大字大隈）にある）。島津氏との同盟を重んじ秀吉に抗戦した秋月氏は日向高鍋に転配され、当地は福岡・黒田氏の領地となった。

### 江戸時代
黒田長政は遺言によって三男の黒田長興に5万石を分知し、秋月藩を立藩させた。以後、秋月藩は明治まで福岡藩の支藩として秋月（現在の朝倉市）を城下町として、黒田氏が支配した。この間、大隈は当地の中心地として栄えた。

### 明治時代 - 昭和時代前期
明治維新後、現市の全域では石炭産業とその関連産業が起こり、大いに繁栄した。中でも、熊田村（後の山田市）や、碓井村（後の碓井町）、及び稲築村（後の稲築町）は採炭地として、また、大隈町（後の嘉穂町）は商業、農業の中心地として、それぞれ栄えた。千手村、足白村、宮野村（いずれも後の嘉穂町）では農業の方が盛んであった。
特に、昭和時代に入ると戦争（太平洋戦争）が始まり、石炭の需要が多くなり、筑豊地域は多くの人で賑わった。

### 昭和時代中期 - 現代
終戦を迎えた後も暫くは、復興を模索して混迷する日本経済のなかで、筑豊地域は産炭事業に従事する人が多く、比較的繁栄を維持していた。しかし、朝鮮戦争以後、日本が高度経済成長に向かうと、危険な採炭業は次第に魅力が乏しくなり、更に、エネルギー革命が起こると石炭の需要が急激に減少した。そのため、昭和30年をピークにして、坑夫数、人口はともに急激に減少した。炭鉱都市であった旧山田市では採炭業衰退の影響が特に大きく、人口はピーク時の約4分の1まで減少した。今尚、どの地域でも過疎化が進み、牽引役となる新たな産業の育成に苦しんでいる。さらに市の財政も厳しくなっており、経常収支比率は110%を超えている。これは福岡県内で最も高い数値である。
- 2007年（平成19年）3月2日、タレントの井手らっきょが選手会長を務める社会人硬式野球クラブ「嘉麻市バーニングヒーローズ」が結成される。

### 市の変遷

#### 嘉麻市発足前
- 1889年（明治22年）4月1日 - 市町村制施行により、後の山田市、稲築町、嘉穂町、碓井町にあたる熊田村、稲築村、大隈村、千手村、宮野村、足白村、碓井村が発足する。
- 1892年（明治25年）1月18日 - 大隈村が町制施行。大隈町となる。
- 1924年（大正13年）9月1日 - 熊田村が町制施行。熊田町となる。
- 1925年（大正14年）5月10日 - 熊田町が改称。山田町となる。
- 1941年（昭和16年）4月17日 - 稲築村、碓井村が町制施行。稲築町、碓井町となる。
- 1954年（昭和29年）4月1日 - 山田町が市制施行。山田市となる。
- 1955年（昭和30年）1月1日 - 大隈町、千手村、宮野村、足白村が合併。嘉穂町となる。
- 1955年（昭和30年）4月5日 - 山田市が田川郡猪位金村の一部を編入。（現在の嘉麻市猪国にあたる）

#### 嘉麻市発足後

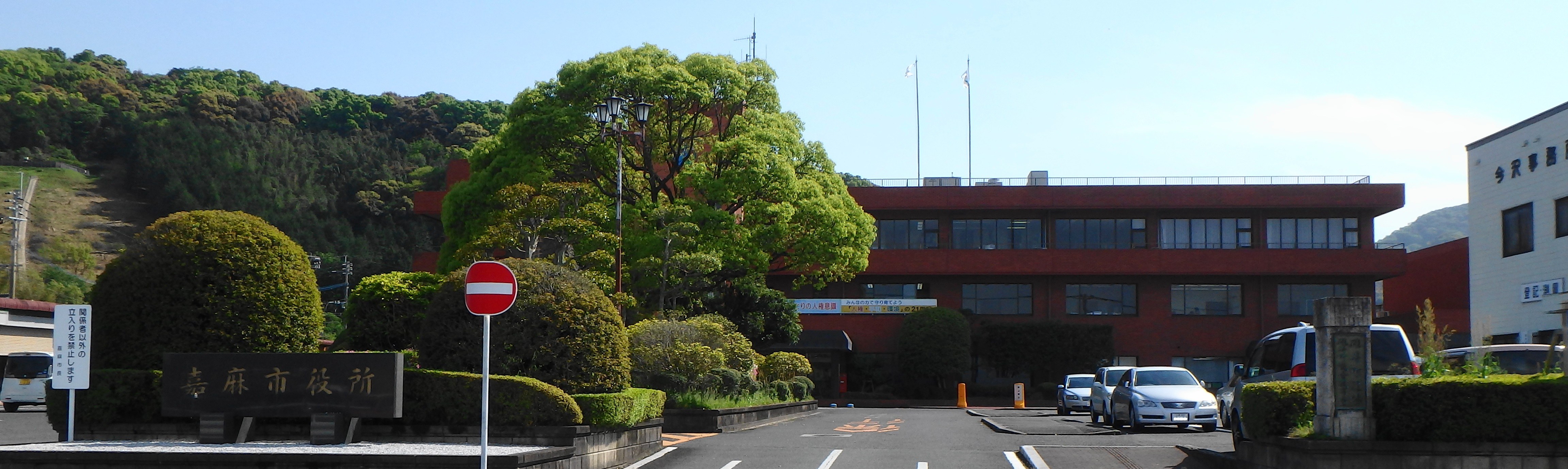
旧嘉麻市役所（2015年4月）
もともと碓井町役場として建てられたもので新庁舎建設により碓井総合支所となった

- 2006年（平成18年）3月27日 - 山田市と嘉穂町、碓井町、稲築町が対等合併。嘉麻市となる。市名は一般公募に基づき、この地域の旧郡名であった「嘉麻郡」（1896年（明治29年）に嘉麻郡と穂波郡が合併して嘉穂郡となる）に因む。市役所は旧碓井町役場を本庁とする。
  - 一旦は、飯塚市、山田市、嘉穂郡の2市8町での合併協議会が設立されたが、桂川町が合併協議会を離脱したためこの合併は成立せず、上述の通り、山田市と嘉穂郡3町での合併が協議・成立した。
- 2020年（令和2年）3月23日 - 旧稲築町中心部付近に新築した市役所新庁舎を開設[3]。
- 2020年（令和2年）9月23日 - 嘉穂総合支所、山田総合支所を新築・開設[4]。旧碓井町役場は碓井総合支所として引き続き使用。旧山田庁舎（旧山田市役所）、旧稲築庁舎（旧稲築町役場）、旧嘉穂庁舎（旧嘉穂町役場）は2020年（令和2年）10月から解体撤去工事が行われた[5]。

### 歴代市長
| 代   | 氏名     | 就任年月日    | 退任年月日    | 備考                   |
| ---- | -------- | ------------- | ------------- | ---------------------- |
|      | 高倉円次 | 2006年3月27日 | 2006年4月22日 | 職務執行者・旧嘉穂町長 |
| 初-2 | 松岡賛   | 2006年4月23日 | 2014年4月22日 | 旧山田市長             |
| 3-5  | 赤間幸弘 | 2014年4月23日 |               | 現職                   |

## 行政

### 市長
- 赤間幸弘（3期目）
- 任期：2026年4月22日

### 市議会
- 定数：16人
- 任期：2023年4月30日

### 庁舎
- 嘉麻市役所
- 同碓井庁舎
- 同山田庁舎
- 同嘉穂庁舎

### 警察
- 嘉麻警察署
  - 稲築警部交番
  - 山田警部交番
  - 大隈町交番
  - 碓井交番
  - 千手駐在所
  - 宮野駐在所

### 消防
- 飯塚地区消防本部
  - （飯塚消防署）
    - 嘉麻分署
      - 山田出張所（旧山田消防署）
      - 稲築派出所

※2022年度までに消防体制が見直され、嘉麻分署と岩崎出張所に再編予定。

## 地域

### 人口
| |                                        |  |
| 嘉麻市と全国の年齢別人口分布（2005年） | 嘉麻市の年齢・男女別人口分布（2005年） |  |
| ■紫色 ― 嘉麻市 ■緑色 ― 日本全国 | ■青色 ― 男性 ■赤色 ― 女性              |  |
| 嘉麻市（に相当する地域）の人口の推移 \| 1970年（昭和45年） \| 58,420人 \| \| \| 1975年（昭和50年） \| 54,860人 \| \| \| 1980年（昭和55年） \| 54,703人 \| \| \| 1985年（昭和60年） \| 54,510人 \| \| \| 1990年（平成2年） \| 52,497人 \| \| \| 1995年（平成7年） \| 50,804人 \| \| \| 2000年（平成12年） \| 48,378人 \| \| \| 2005年（平成17年） \| 45,929人 \| \| \| 2010年（平成22年） \| 42,589人 \| \| \| 2015年（平成27年） \| 38,743人 \| \| \| 2020年（令和2年） \| 35,473人 \| \| |                                        |  |
| 総務省統計局 国勢調査より |                                        |  |
| 1970年（昭和45年） | 58,420人                               |  |
| 1975年（昭和50年） | 54,860人                               |  |
| 1980年（昭和55年） | 54,703人                               |  |
| 1985年（昭和60年） | 54,510人                               |  |
| 1990年（平成2年） | 52,497人                               |  |
| 1995年（平成7年） | 50,804人                               |  |
| 2000年（平成12年） | 48,378人                               |  |
| 2005年（平成17年） | 45,929人                               |  |
| 2010年（平成22年） | 42,589人                               |  |
| 2015年（平成27年） | 38,743人                               |  |
| 2020年（令和2年） | 35,473人                               |  |

### 教育

#### 義務教育
旧稲築町と旧碓井町では2023年度より小中学校を廃止し義務教育学校に移行した。旧山田市と旧嘉穂町では従来通り小学校と中学校による義務教育を行っている。
- 嘉麻市立稲築西義務教育学校
- 嘉麻市立稲築東義務教育学校
- 嘉麻市立碓井義務教育学校
- 嘉麻市立嘉穂中学校
- 嘉麻市立山田中学校
- 嘉麻市立牛隈小学校
- 嘉麻市立嘉穂小学校
- 嘉麻市立上山田小学校
- 嘉麻市立熊ヶ畑小学校
- 嘉麻市立下山田小学校

#### 高等学校
- 福岡県立稲築志耕館高等学校
- 福岡県立嘉穂総合高等学校嘉麻市立大隈城山校

#### 専門学校
- 福岡県立嘉穂特別支援学校

### 市外局番
- 本市の市外局番は0948（飯塚MA）である。

## 文化財

### 重要文化財（国指定）
- 華文刺縫陣羽織（はなもんさしぬいじんばおり）豊臣秀吉所用

### 福岡県指定史跡
- 鎌田原（かまたばる）弥生墳墓群
- 沖出古墳

### 特別天然記念物

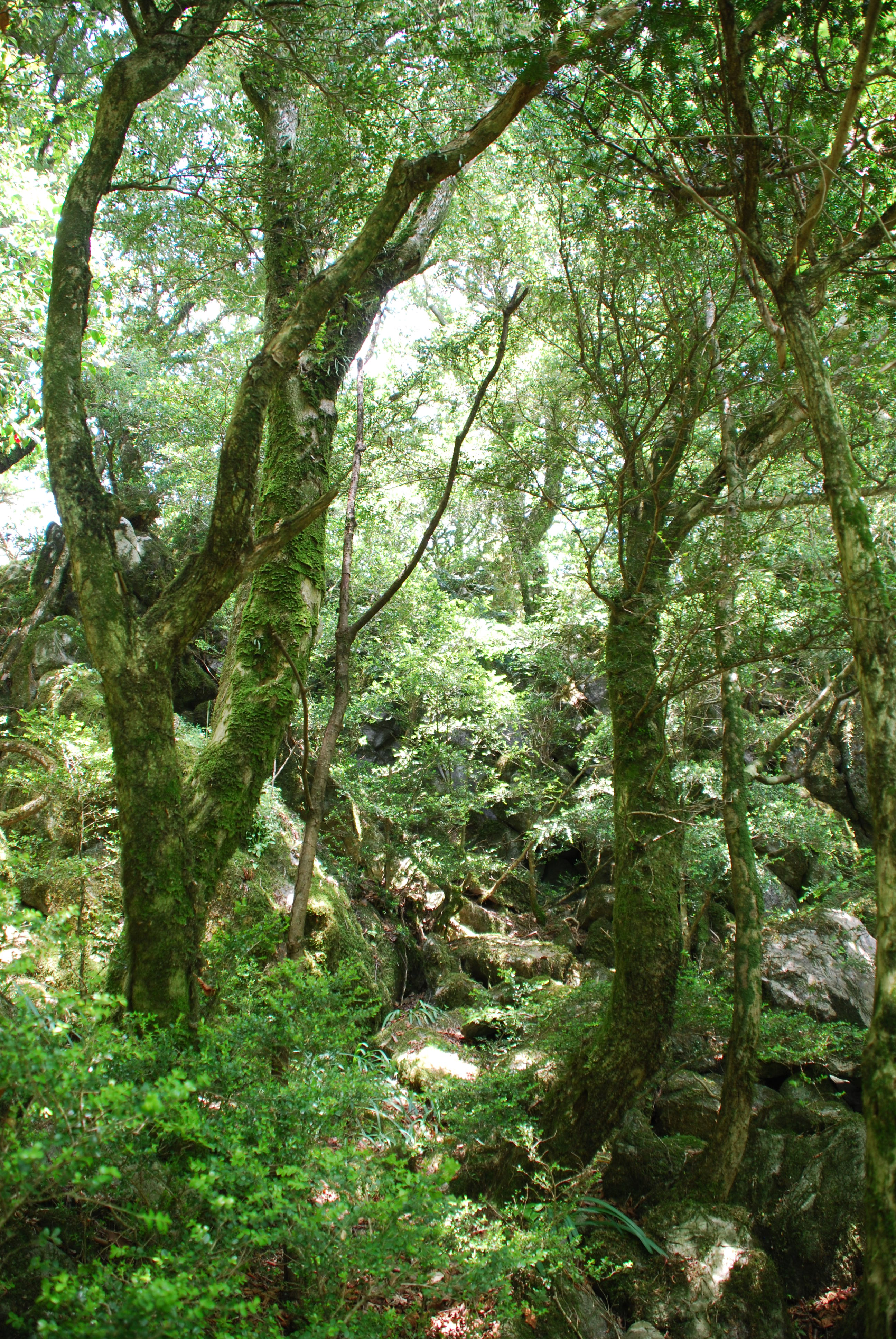
古処山ツゲ原始林
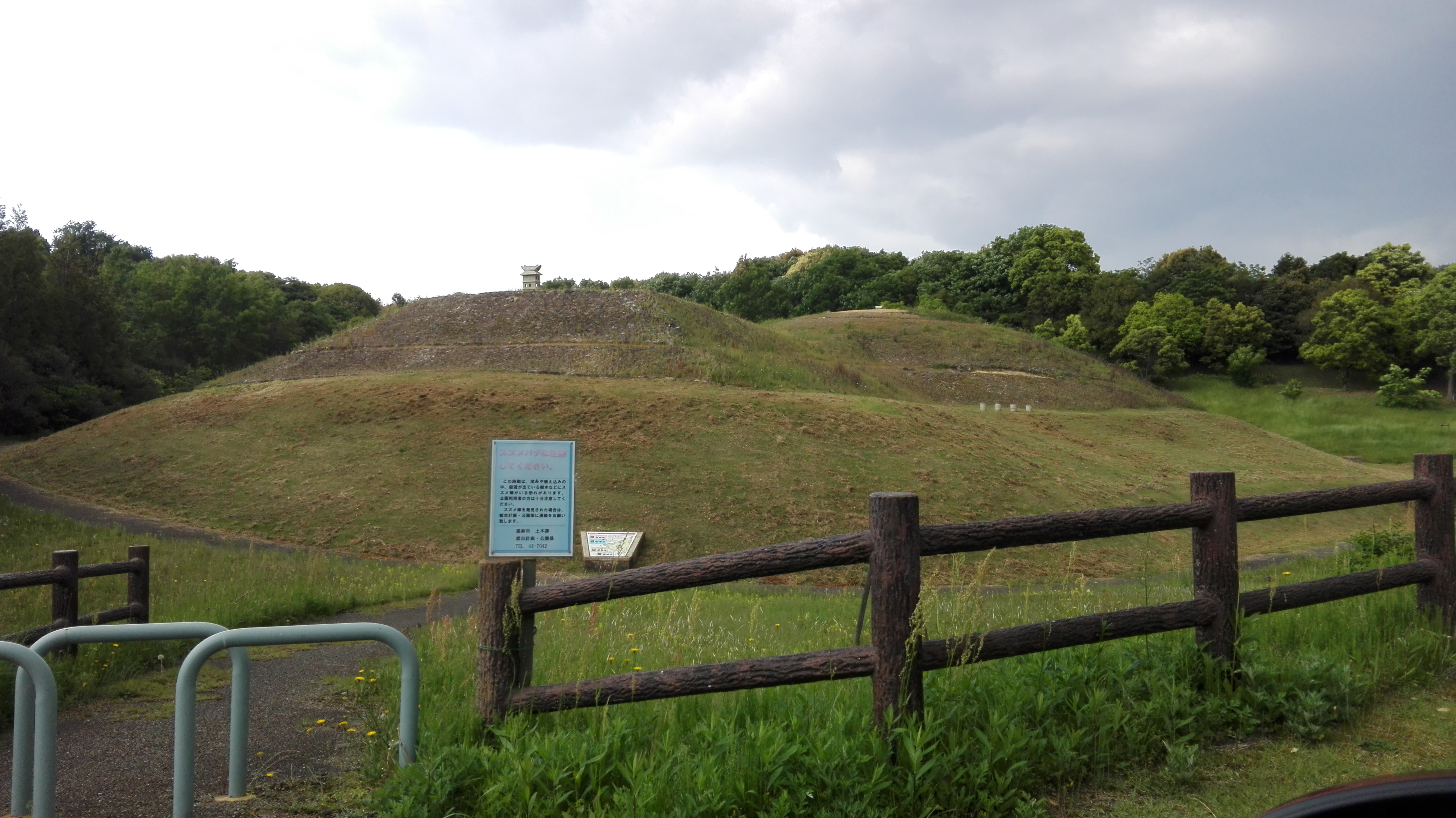
沖出古墳

- 古処山ツゲ原始林
- 沖出古墳

## 交通

### 空港
福岡空港もしくは北九州空港が近いが、市内から空港に直通する公共交通機関はない。

### 鉄道
- 九州旅客鉄道（JR九州）
  - 後藤寺線
    - 下鴨生駅

上記の駅は市内唯一の駅だが、市中心部から離れた市域北端部の飯塚市との境界部に立地しており、JTB時刻表にも代表駅として記載がない。桂川駅および新飯塚駅と嘉麻市内との間には西鉄バスが、下鴨生駅・桂川駅と嘉麻市内の間には嘉麻市バスが運行されている。
かつては現在の市域内に漆生線と上山田線があり旧3町の中心部に鉄道が通っていたが、嘉麻市発足以前の1986年と1988年に相次いで廃止された。

### 路線バス
- 嘉麻市バス - コミュニティバス。市内の路線が中心だが、桂川駅に発着し桂川町内を経由する路線や、田川市内にわずかに出る路線もある。
  - 桂川駅 - 吉隈保育所 - 稲築病院 - 嘉麻市役所 - 鴨生団地 - 下鴨生駅
  - 桂川駅 - 吉隈保育所 - 碓井支所 - 嘉麻市総合バスステーション - 生涯学習館（山田支所） - 熊ヶ畑・坂谷（田川市）
  - 稲築病院 - 嘉麻市役所 - 鴨生団地 - 漆生 - 生涯学習館（山田支所） - 嘉麻警察署 - 嘉麻市総合バスステーション
  - 嘉麻市役所 - 稲築病院 - 碓井支所 - 大隈 - 嘉麻市総合バスステーション
  - ほか
- 西鉄バス - 子会社の西鉄バス筑豊による運行。嘉麻市内および嘉麻市と飯塚市・桂川町を結ぶ。
  - 12：西鉄飯塚営業所 - 新飯塚駅 - 飯塚 - 山野 - 嘉麻市役所 - 漆生 - 牛隈 - 嘉麻市総合バスステーション - 西鉄大隈
  - 23：飯塚 - 上三緒 - 鴨生 - 緑ヶ丘 - 山野社宅 - 下山田 - 上山田
  - 27：飯塚 - 天道駅 - 桂川駅 - 碓井支所 - 牛隈 - 嘉麻市総合バスステーション - 西鉄大隈

### 道路

#### 高速道路
市内および近隣市町村には高速道路は通っていない。高速道路を使い市に入るには福岡県内を通る各高速道路の以下の各インターチェンジから国道などを通りアクセスすることとなる。
- 九州自動車道
  - 若宮インターチェンジ
  - 福岡インターチェンジ - 福岡インターチェンジを利用する時は、八木山バイパス（有料）を使うと便利。
  - 八幡インターチェンジ
- 大分自動車道
  - 日田インターチェンジ
  - 甘木インターチェンジ - 国道322号八丁峠付近の未改良区間のバイパスとなる八丁峠道路が2019年11月16日に開通[7]。
- 東九州自動車道
  - 行橋インターチェンジ

### 一般国道
- 国道211号
- 国道322号

### 県道
- 福岡県道66号桂川下秋月線
- 福岡県道67号田川桑野線
- 福岡県道90号穂波嘉穂線
- 福岡県道402号飯塚山田線
- 福岡県道413号千手稲築線
- 福岡県道415号口ノ原稲築線
- 福岡県道439号才田筑前内野停車場線
- 福岡県道440号宮小路中益線
- 福岡県道441号熊ヶ畑上山田線
- 福岡県道442号原田上山田線
- 福岡県道443号下山田碓井線
- 福岡県道444号豆田稲築線

### 道の駅
- 道の駅うすい

## 嘉麻市に本社を置く企業
- ロケット石鹸

## 嘉麻市出身の主な著名人
★は故人
- 不知火光右衛門（幕末期の横綱、不知火型横綱土俵入りの始祖）★
- 不知火光五郎（大坂相撲の横綱、明治期の力士であまりの強さに妬まれ、毒殺されたと伝わる）★
- 籾井勝人（実業家、NHK第21代会長）
- 九州山義雄（元小結、後にプロレスラー）★
- つかこうへい（劇作家）★
- 加藤一二三（将棋棋士、元名人）
- 手嶌真吾（NHKアナウンサー）
- 中村明美（元FBS福岡放送アナウンサー）
- 原田愛子（九州朝日放送ラジオパーソナリティー）
- 織田廣喜（画家、二科会理事長）★
- 永嶋久子（資生堂美容技術専門学校校長）
- 市丸郁夫（作家）
- 三船正俊（元プロ野球投手) ★
- 瀬戸康史（俳優、タレント）
- 東小野正道（オートレーサー）
- ライディーン鋼（女子プロレスラー）
- 常の松寛（元十両力士）
- 劍龍猛虎（元十両力士）★
- 李敬史（オリエンテーリング選手
- 松岡賛（初代嘉麻市長）

## 名所・旧跡・観光スポット・祭事・催事

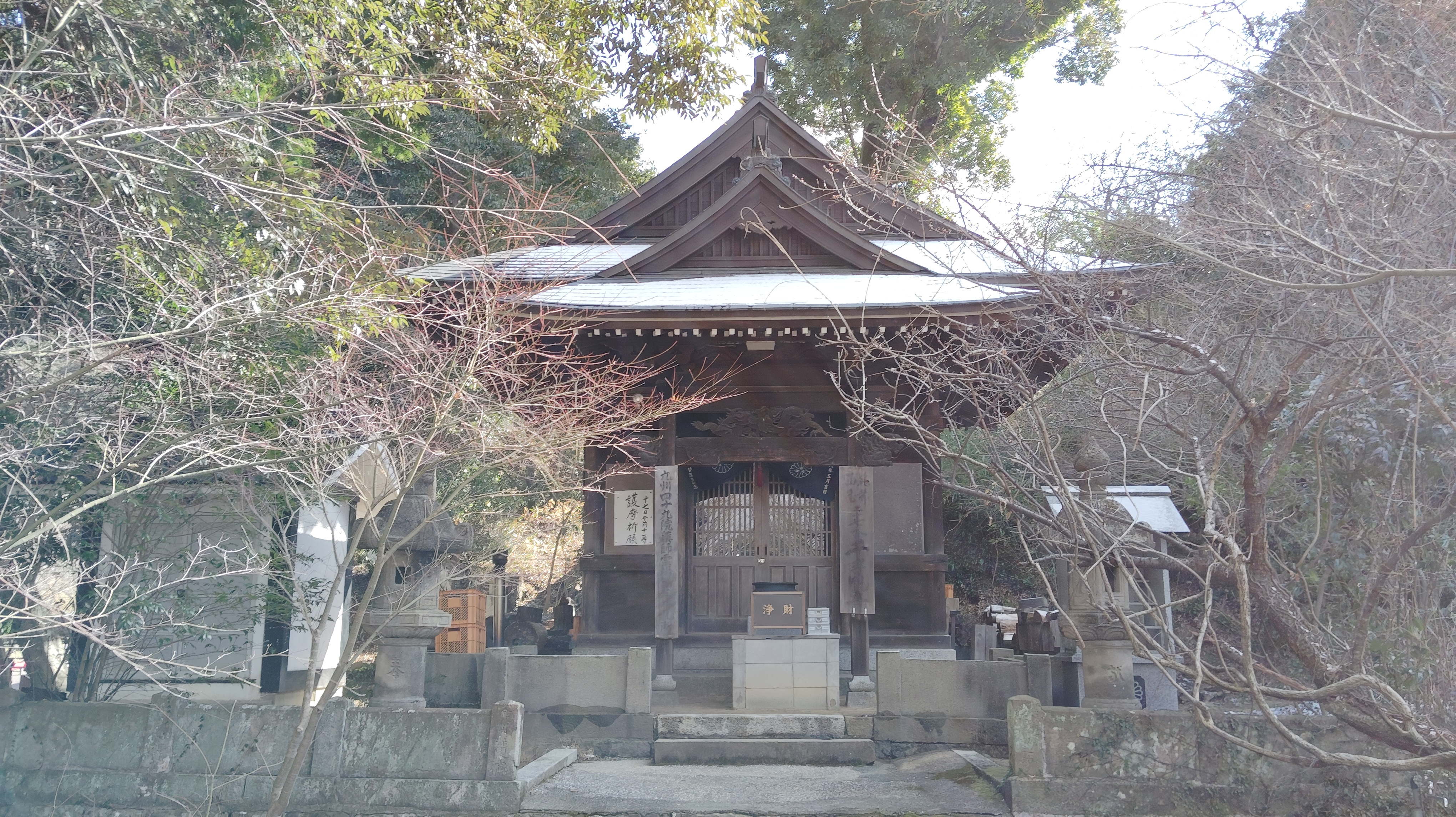
安国寺
- 古処山
- 沖出古墳
- 麟翁寺(益富城搦手門、母里太兵衛墓所)
- フルーツ共和国九州りんご村
- カッホー馬古屏
- なつきの湯
- 嘉麻市梅林公園
- 稲築公園
- 大法山・白馬山
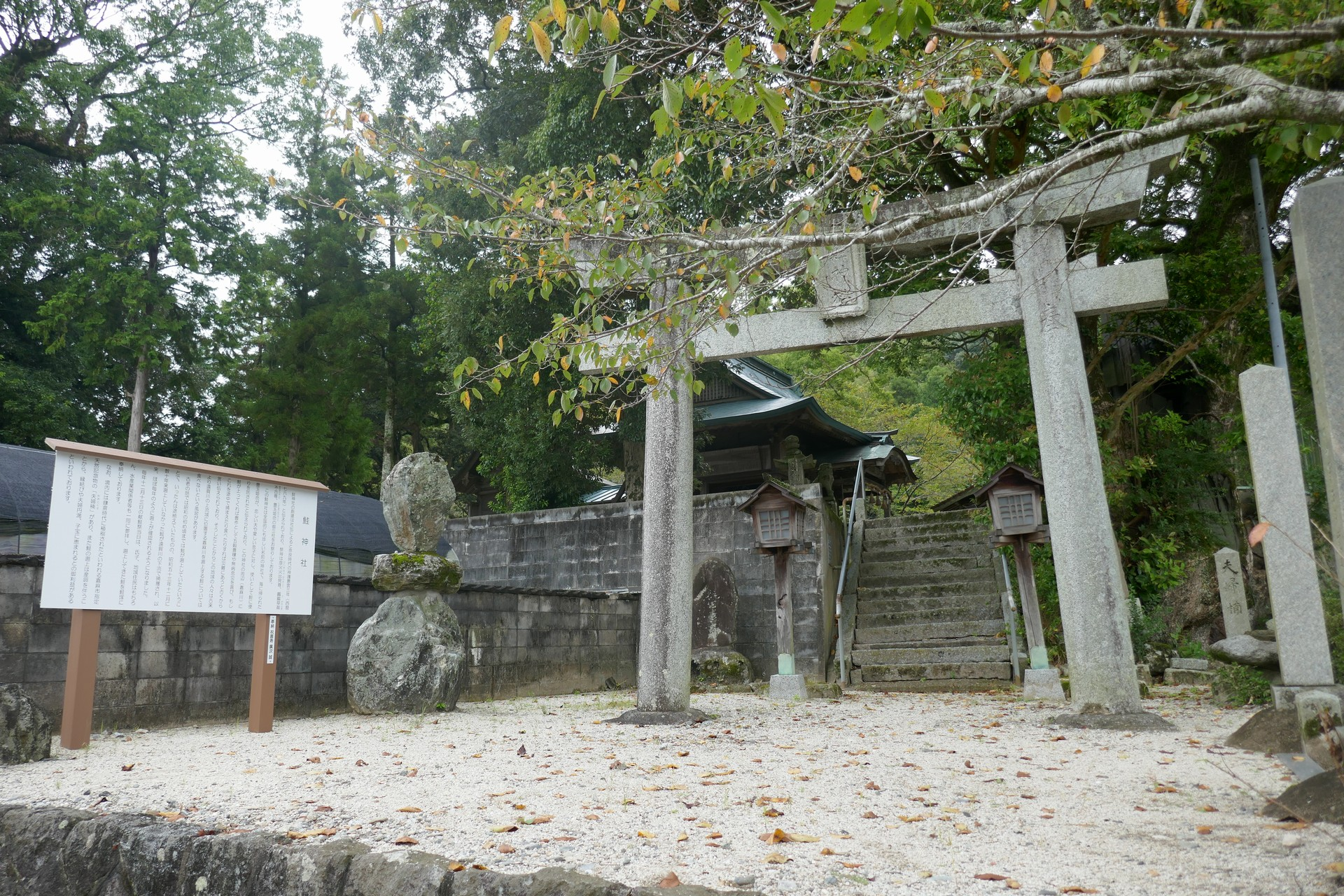
鮭神社
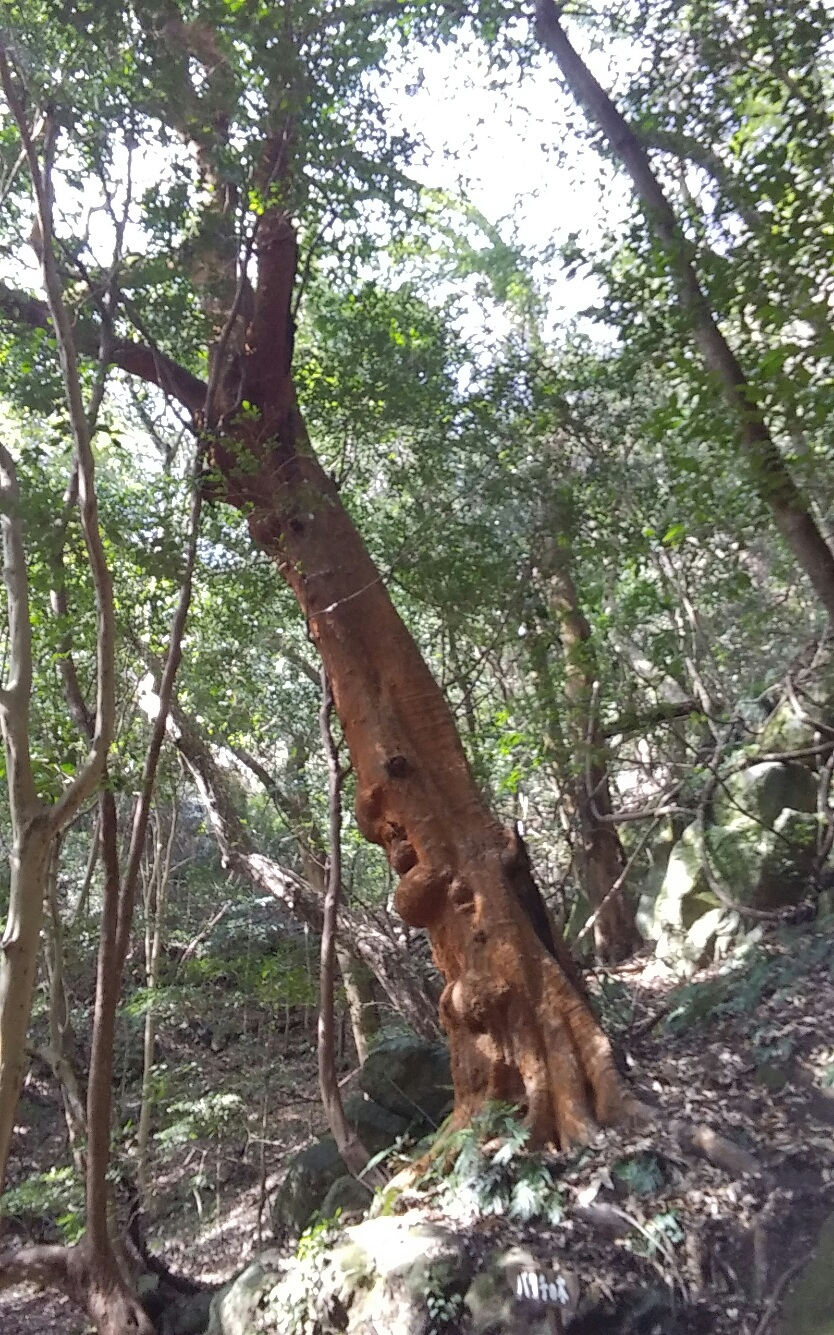
白馬山のバクチノキ

- 織田廣喜美術館
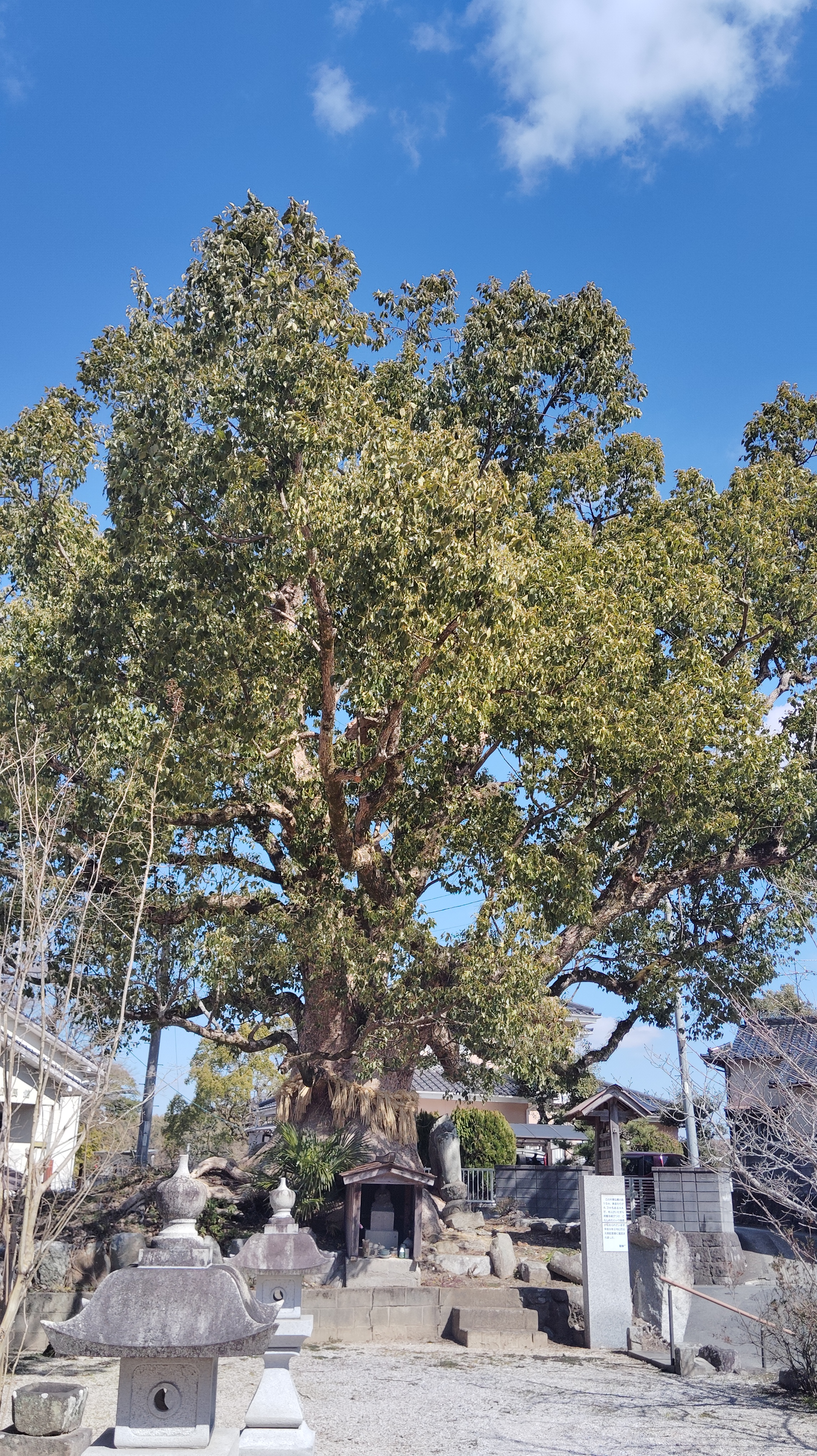
三郎丸の大クス
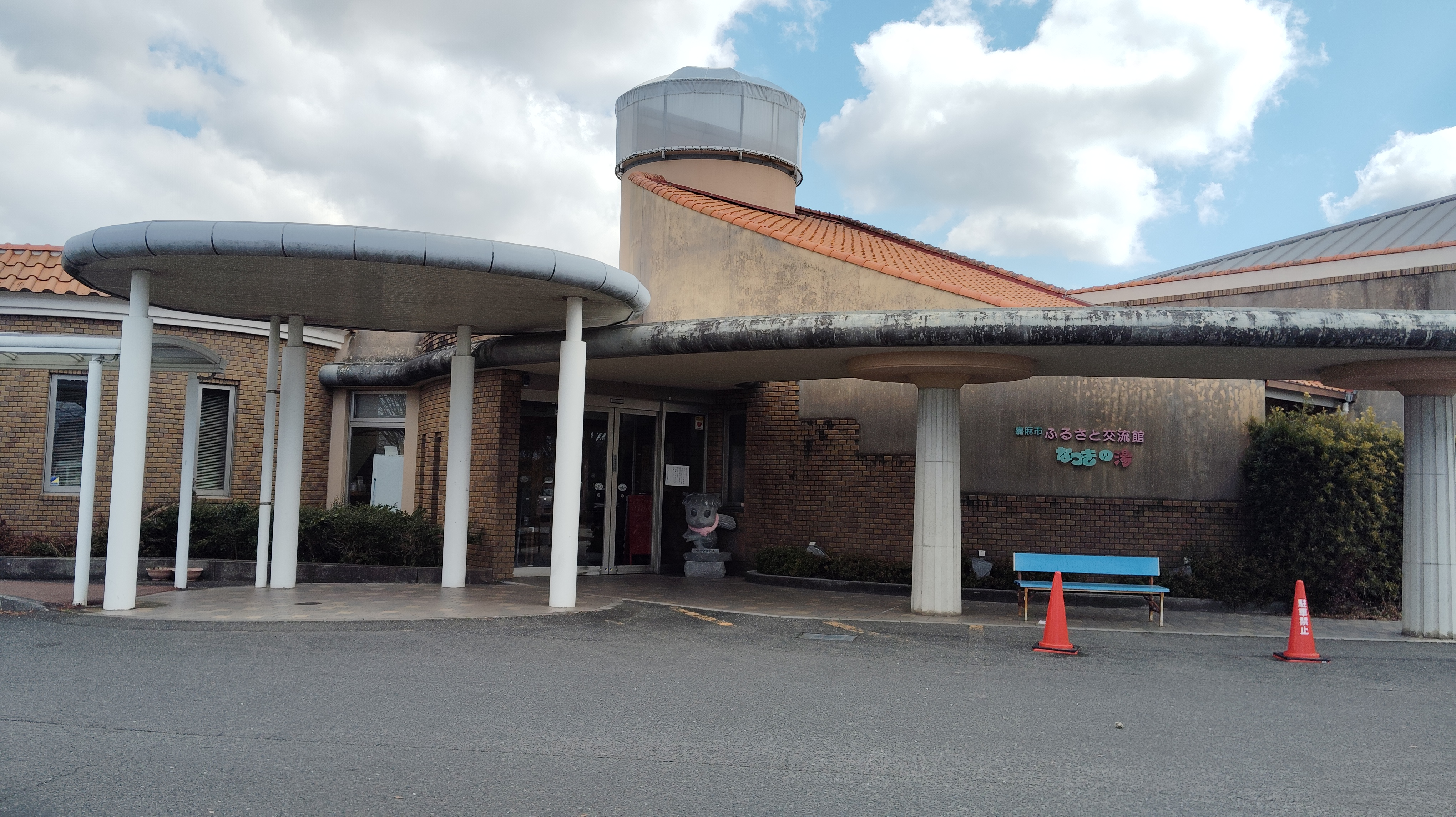
なつきの湯

- 馬見山
- 皿屋敷跡
- 益富城址
- 稲築八幡宮
- サルビアパーク
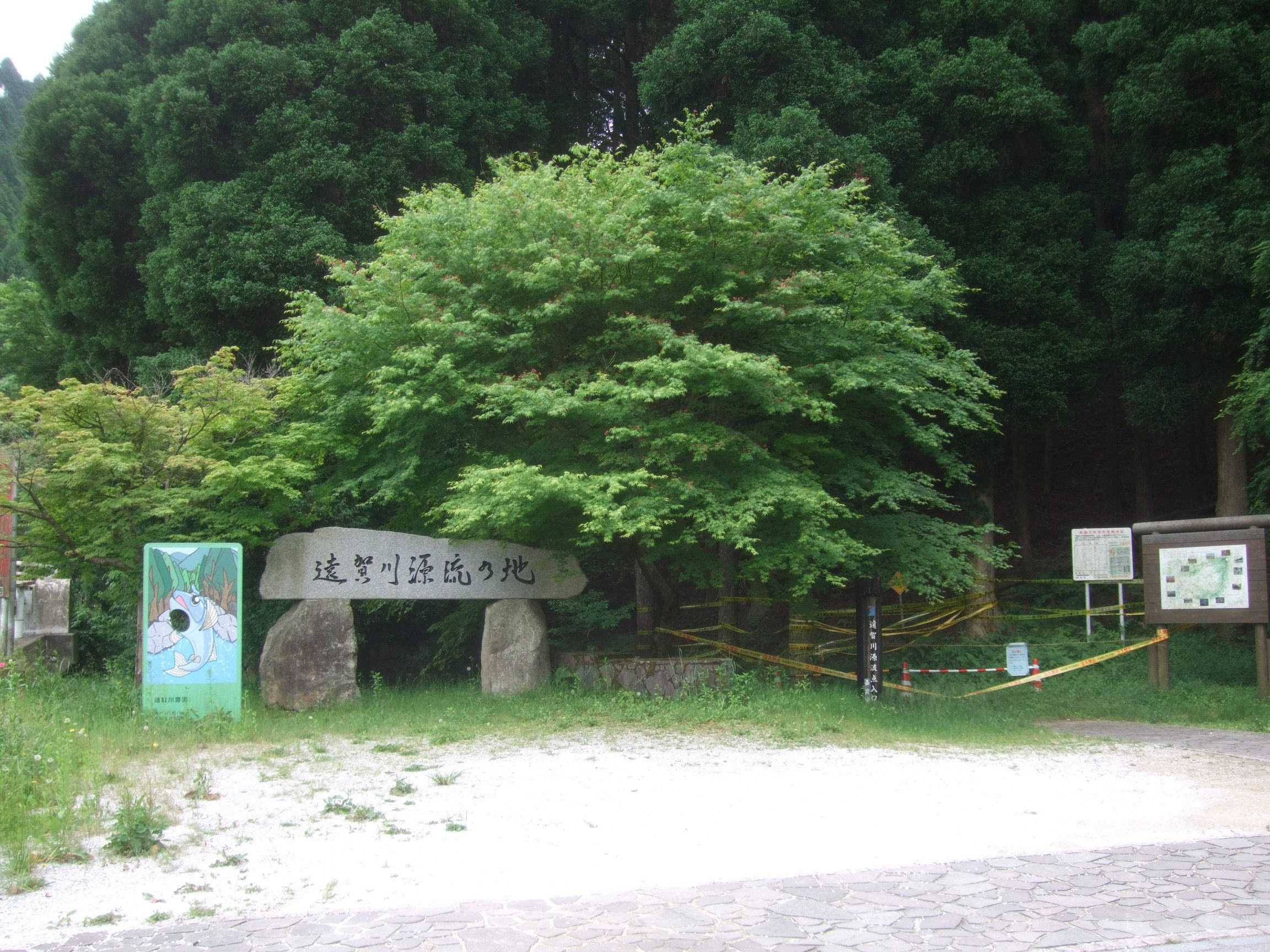
遠賀川源流点

- 安国寺
- 鮭神社
- 白馬山のバクチノキ
- 三郎丸の大クス
- なつきの湯
- 遠賀川源流点